# Єжи Фіцовський
Єжи Тадеуш Фіцовський (пол. Jerzy Tadeusz Ficowski, 4 вересня 1924 року — 9 травня 2006 року) — польський поет, історик літератури, есеїст, автор пісенних текстів, прозаїк , перекладач (іспанської, циганської, російської,  німецької, італійської, французької, румунської), спеціаліст з єврейського і циганського фольклору.

## Біографія і творчість
У роки війни з фашистською Німеччиною знаходився в рядах руху Опору, винищувач Армії крайової (АК). Був в’язнем табору «Павяк», брав участь у Варшавському повстанні 1944 року, викрадений в Німеччину, взятий до табору. У 1945 повернувся до Варшави, закінчив університет (вивчав філософію та соціологію). У 1948 році випустив першу книгу віршів «Олов'яні солдатики» («Ołowiani Żołnierza»). У ранніх віршах Фіцовського відчувається вплив Юліана Тувіма. У 1948-1950 кочував з циганським табором. Займався перекладом циганської поезії, зокрема пісні циганської поетеси Папуші (Броніслави Вайс) та ін. Пізніше став автором кількох книг про життя і культуру польських циган.
Був знавцем єврейської народної поезії. У 1964 році опубліковано збірник «Rodzynki z migdałami»  («Родзинки з мигдалем»). Багато років присвятив вивченню творчості Бруно Шульца, публікації листів, збору відомостей про його життя. Автор монографій Шульца «Regiony wielkiej Herezje» («Регіони великої єресі») (1967, кілька перевидань). Упорядник збірок листів і спогадів про нього. Перекладав з іспанської поезію Федеріко Гарсіа Лорки.
Після підписання Листи 59-ти(1975 ), яке відображає незгоду провідних польських інтелектуалів з посиленням радянізацією політичного і соціального життя в Польщі, шляхи до друку були для Фіцовського закриті. Його вірші і проза, багато в чому пов'язані з пам'яттю про Голокост, публікувалися за кордоном. Активний учасник руху Солідарність, член Комітету захисту робітників (KOR), один з ініціаторів створення Комітету соціальної самозахисту KOR. Автор відкритого листа Союзу письменників Польщі з протестом проти ідеологічної і політичної цензури.
З 1960 року пише пісні, які набули популярності (їх виконували Герман Ганна, Мариля Родович, Рена Рольська). Автор книг для дітей, багатьох пісень, музику до яких писали В. Шпільман, Г. Герман, їх виконували Г. Герман, Мариля Родович, Едіта П'єха (Різнобарвні кибитки) та інші відомі артисти. Перекладав з іспанської вірші Лорки, з ідиш - єврейську народну поезію.

## Твори
Вірші та переклади:
- Makowskie bajki (1959)
- Zawczas z poniewczasem (2004)
- Pantareja (2006)
- Pismo obrazkowe (1962)
- Po polsku (1955)
- Ptak poza ptakiem (1968)
- Errata (1981)
- Amulety i defilacje (1960)
- Zwierzenia (1952)
- Przepowiednie. Pojutrznia (1983)
- Олов'яні солдатики(пол.«Ołowiani Żołnierza») (1948)

### Проза

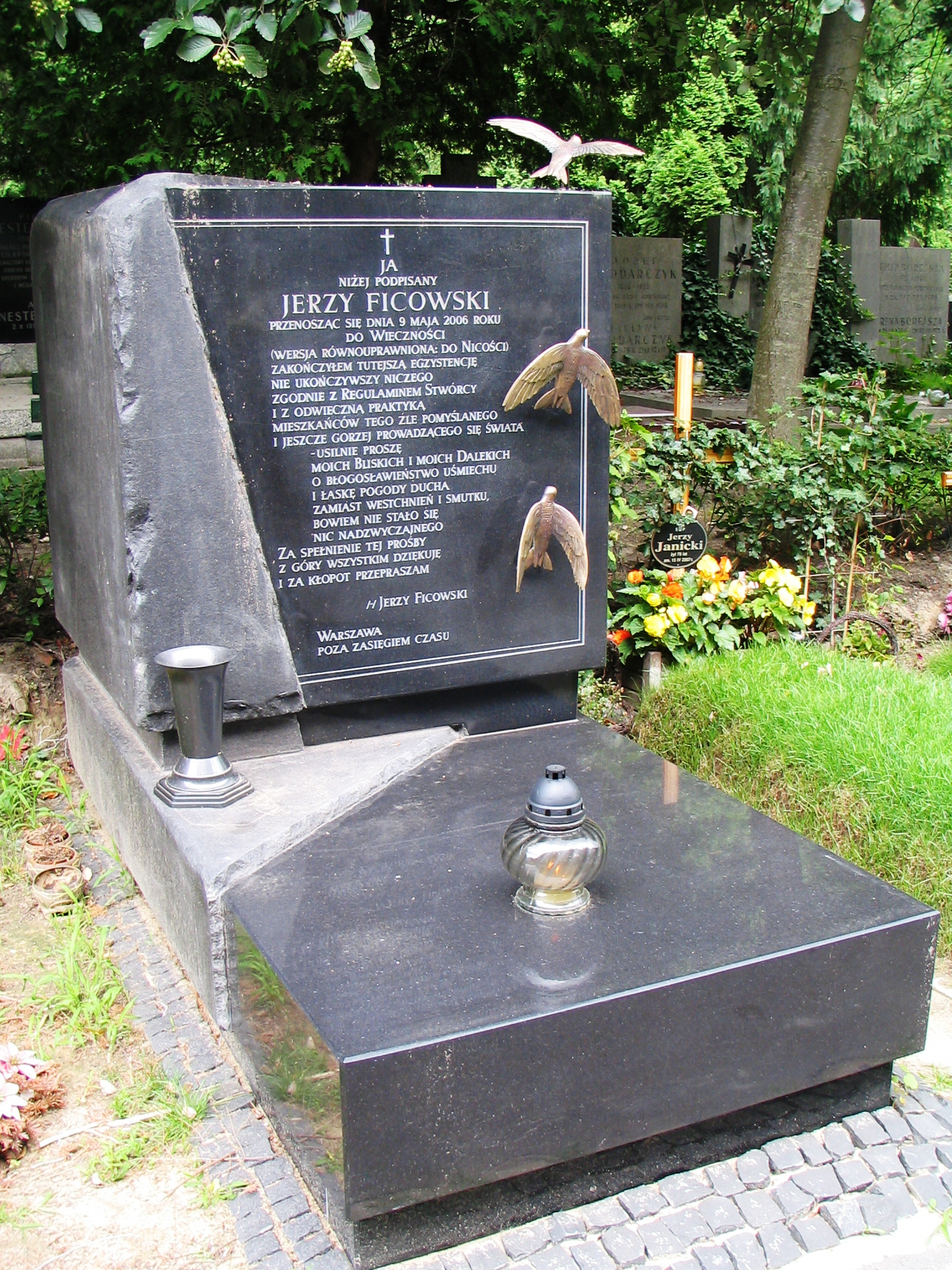
Місце поховання, кладовище Військові Повонзки, Варшава

- Czekanie na sen psa (1970)
- Wspominki starowarszawskie (1959)

### Інші книги
- Rodzynki z migdałami (1964, антологія єврейської народної поезії)
- Demony cudzego strachu (1986)
- Cyganie w Polsce. Dzieje i obyczaje (1989)
- Regiony wielkiej herezji (1967, про Б. Шульца, розшир. перевид. 1975, 1992, 2002)
- Cyganie na polskich drogach (1965)
- Cyganie polscy (1953)

## Визнання
У 1977 році отримав нагороду польського ПЕН-клубу. Після того , як у 1975 році. підписали «Лист 59-ти», що виражає незгоду провідних польських інтелектуалів з посиленням радянізації політичного і соціального життя в країні. У зв'язку з цим, отримав заборону на друкування власної продукції (до 1980 р.). Був активним учасником руху «Солідарність» , член Комітету захисту робітників (KOR), один з ініціаторів створення комітету соціального самозахисту (КОР).
У 2004 році нагороджений Командорським хрестом і зіркою ордену Відродження Польщі . власник премії Польського ПЕН-клубу (1977), премії Владислава Реймонта (2005). Вірші, проза, монографії Фіцовського переведені багатьма мовами світу. На російську його вірші перекладали Наталя Астаф'єва та Наталія Горбанєвська.

## Переклади українською мовою
- Із золотої колекції польської поезії // Кур’єр Кривбасу. – 2013. – № 281-282-283. – С. 195-207. [Переклад Ігоря Пізнюка]
- Поезії // Всесвіт. – 2014. – № 1-2. – С. 27-38 [Переклад Ігоря Пізнюка]

## Публікації російською мовою
- [Вірші]. Переклад Н. Астаф'євої / / Наталя Астаф'єва, Володимир Брітанішскій. Польські поети XX століття. Антологія. Т.II. СПб: Алетейя, 2000, с.162-166
- Приготування до подорожі, або Останній шлях Бруно Шульца